# Badis (poisson)
Pour les articles homonymes, voir Badis.
Genre
Badis est un genre de poissons de la famille des Badidae (ou des Nandidae selon les classifications).

## Liste d'espèces
Selon ITIS :
- Badis assamensis Ahl, 1937
- Badis badis (Hamilton, 1822)
- Badis blosyrus Kullander et Britz, 2002
- Badis chittagongis Kullander et Britz, 2002
- Badis corycaeus Kullander et Britz, 2002
- Badis ferrarisi Kullander et Britz, 2002
- Badis kanabos Kullander et Britz, 2002
- Badis khwae Kullander et Britz, 2002
- Badis kyar Kullander et Britz, 2002
- Badis pyema Kullander et Britz, 2002
- Badis ruber Schreitmüller, 1923
- Badis siamensis Klausewitz, 1957
- Badis kaladanensis Ramliana, Lalronunga & Singh, 2021 (novataxa 04/2021)